# Árisz Lemeszú
Az Árisz Lemeszú (görögül: Άρης Λεμεσού, jelentése: Lemeszószi Árisz, nemzetközi nevén: Aris Limassol) ciprusi labdarúgócsapat Limassol városából. (A magyar sajtóban sokszor hibásan Arisz Limasszol formában szerepel.)
Annak ellenére, hogy az egyik legrégebbi ciprusi labdarúgócsapat, kevés sikert ért el. Legkiemelkedőbb teljesítményét 1989-ben jegyezte, amikor bejutott a ciprusi kupa döntőjébe, valamint a 2023-as bajnoki címük.

## Története
Az Árisz csapata egyike volt a Ciprusi labdarúgó-szövetség alapítóinak. Az 1930-as években rendezett bajnokságokban az 5. és 7. hely között ingadozott, majd a világháború, illetve az azt követő években nem indult. 1954-ben újból az első osztályba nevezett, azonban az utolsó, 10. helyen fejezte be a pontvadászatot, így a ciprusi labdarúgó-bajnokságok történetének első csapataként kiesett a másodosztályba. A búcsú rövid volt, a másodosztály bajnokaként 1956-ban már újból a legjobbak között versengett.
Az 1960-as évek egyik leggyengébb élvonalbeli csapatává vált, rendre a tabella hátsó helyeit ostromolta, mígnem az 1969–70-es szezonban kiesett a másodosztályba, ahol a következő két szezont töltötte. Az Árisz csapata a visszajutást követően megtáltosodni látszott, 1975 és 1979 között kétszer is a 4. helyen végzett, majd 1981-ben utolsó helyen intett búcsút a legjobbaknak. Távozása ezúttal is rövid volt, már a következő szezonban kiharcolta a visszajutást, majd 1986-ban az 5. helyen zárt.
A klub legnagyobb sikerét 1989-ben érte el, mikor bejutott a ciprusi kupa döntőjébe. A siker kapujában megtorpanó Árisz-játékosok 3–2-es vereséget szenvedtek az AÉ Lemeszú ellenében. A klubvezetőség mindent megtett a siker érdekében, az 1989–90-es szezonra leigazolta a kiváló szovjet játékost, Oleg Blohint, aki újból 4. helyig segítette a csapatot. A szezont követően Blohin visszavonult, és befejezte játékos-pályafutását.
Az 1992–93-as szezonban a csapat újból kiesett a másodvonalba, azonban a búcsú ezúttal is rövid volt: a harmadik másodosztályú bajnoki címét gyűjtve az Árisz újra az élvonalbeli pontvadászatban versengett.
A 2000-es években is a hullámzó teljesítmény jellemezte a csapatot: ha kiesett, azonnal feljutott, ha feljutott, nehezen tudott megkapaszkodni az élvonalban.
A 2022–23-as szezonban érte el a klub az eddigi legnagyobb sikerét, ugyanis a csapat története során először nyerte meg a ciprusi első osztályt.

## Sikerei
- Ciprusi bajnok

Bajnok: 1 alkalommal (2022–23)
- Ciprusi másodosztály bajnok

Bajnok: 5 alkalommal (1953–54, 1955–56, 1993–94, 2010–11, 2012–13)
- Ciprusi kupa

Döntős: 1 alkalommal (1988–89)

## Játékosok

### A klub egykori híres labdarúgói
- Oleh Blohin
- Jaszumísz Jaszumí
- Hriszto Jovov
- Alekszandr Kokorin

### A klub egykori magyar labdarúgói
- Korolovszky Gábor
- Lendvai Miklós
- Seper Ákos

## Európai eredményei
| Szezon  | Kupa                  | Forduló         | Ellenfél    | Hazai | Vendég | Összesítés |  |
| ------- | --------------------- | --------------- | ----------- | ----- | ------ | ---------- |  |
| 2022–23 | UEFA Konferencia Liga | 2. selejtezőkör | Neftçi Baku | 2−0   | 0−3    | 2−3        |  |